# Konklavet 2025
Konklavet 2025 blev afholdt fra 7. til 8. maj 2025 for at vælge en ny pave til at efterfølge pave Frans, som døde den 21. april 2025. Af de 135 valgbare kardinalvælgere, deltog 133; en to tredjedeles flertal på 89 stemmer var nødvendigt for at vælge en pave.
Den 8. maj, på den fjerde afstemning, valgte konklavet Robert Francis Prevost, som tog det pavelige navn Pave Leo XIV.
Pave Frans blev valgt i 2013 paveligt konklave og tjente tolv år som pave. I henholdsvis til den apostoliske konstitution Universi Dominici gregis, som blev ændret af Benedikt XVI's 2013 motu proprio Normas nonnullas, havde kardinalerne mindst 15 dage efter at Stolen blev ledig til at samle sig. Den 28. april 2025 fastsatte den femte generalforsamling af kardinalerne, at konklavet skulle begynde den 7. maj. Mediekommentarer om de papabili (kardinaler, der blev anset for at have de bedste chancer for at blive valgt som pave), nævnte Prevost, Anders Arborelius, Jean-Marc Aveline, Fridolin Ambongo Besungu, Péter Erdő, Mario Grech, Pietro Parolin, Pierbattista Pizzaballa, Robert Sarah, Luis Antonio Tagle, Peter Turkson og Matteo Zuppi som værende blandt de mest sandsynlige kandidater.

## Begivenheder før konklaven

### Logistiske forberedelser
Efter pave Frans’ død begyndte forberedelserne i Domus Sanctae Marthae med henblik på at huse de kardinaler, der har stemmeret. Foranstaltningerne omfattede opsætning af barriere eller matterede vinduesfilm for at forhindre kontakt med omverdenen, samt etablering af områder til fejring af Bodens sakramente, privat bøn og måltider. Kommunikation med omverdenen forhindres desuden ved hjælp af signalforstyrrere, der eliminerer risici fra Bluetooth, Wi-Fi og mobilnetværk. Eftersom bygningen kun har 129 værelser i alt, var det nødvendigt at tage andre faciliteter i Vatikanet i brug for at huse de 133 stemmeberettigede kardinaler. Hertil kommer det øvrige støttepersonale, som ligeledes har lov til at bo i Domus Sanctae Marthae under konklaven. Derudover blev værelser i Santa Marta Vecchia, som ligger ved siden af hovedbygningen, taget i brug for at skabe mere plads.
I Det Sixtinske Kapel omfattede forberedelserne opstilling af borde og stole i stil med korstole og afdækning af vinduerne, samt opsætning af den ovn, hvor stemmesedlerne brændes, og den skorsten, som bruges til at signalere resultatet af hver afstemning. Der blev også lagt et trægulv i kapellet for at beskytte marmorindlægget, skabe en jævn overflade og skjule de elektroniske signalforstyrrere. Både Domus Sanctae Marthae og Det Sixtinske Kapel bliver grundigt gennemsøgt for uautoriserede enheder forud for konklaven. Den 2. maj installerede Vatikanstatens Brandkorps skorstenen på kapellets tag.
Vatikanets Gendarmeri, ledet af Gianluca Gauzzi Broccoletti, håndterer omfattende kontraspionage-opgaver for at sikre konklavens integritet. Ifølge Jorge Garay i Wired tæller trusler kunstig intelligens, droner, mikroskopiske mikrofoner, misinformationskampagner, udbredelsen af sociale medier og endda satellitter. Der er også udtrykt bekymring over, at desinformation og falske nyheder kan påvirke konklaven, idet visse pavekandidater forsøges miskrediteret gennem sociale medier. Vatikanets Gendarmerikorps anvender 650 overvågningskameraer i Vatikanet, krypteret kommunikation og avancerede værktøjer som endpoint detection and response for at sikre konklaven.
Måltiderne under konklaven i 2025 består af enkle retter typiske for Lazios køkken og Abruzzos køkken, de regioner i Italien, der grænser op til Vatikanet.

### Generelle kongregationer
Den katolske kirkes kanoniske ret forudser, at generelle kongregationer – daglige møder mellem alle kardinaler, uanset om de har stemmeret eller ej – begynder, før samtlige stemmeberettigede kardinaler er ankommet til Rom. De indledende møder fokuserer på de praktiske forberedelser i forbindelse med den afdøde paves begravelse og konklavet, herunder klargøring af Domus Sanctae Marthae (som sovesal) og Det Sixtinske Kapel (som afstemningslokale). Senere møder, normalt fra det ottende og frem, går over til at handle om Kirkens og verdens behov samt udfordringerne for den Romerske Kurie. Disse senere kongregationer ledes af refleksioner fra to "fremtrædende og moralsk autoritative" gejstlige, der udvælges af kardinalerne. Kardinalerne får også mulighed for at holde formelle taler om de problemer, Kirken står overfor. Alle disse taler og diskussioner omtales på italiensk som interventi ("interventioner"). Kongregationerne mødes i Den Nye Synodehal, der ligger på første sal i forhallen til den langt større Paul VI’s audienshal, som er placeret bag Det Hellige Kontors Palads, øst for Domus Sanctae Marthae.
I bredere forstand giver disse generelle kongregationer kardinalerne mulighed for at samles på eget initiativ, lære hinanden at kende og udøve åndelig dømmekraft; mange af dem havde aldrig mødt hinanden før, eftersom Frans ikke afholdt møder mellem kardinalerne forud for sine konsistorier. Derudover har kardinalerne også fuld adgang til globale medier og de mange analyser og kriterier for at identificere en papabile (mulig pavekandidat). Før han rejste til Rom den 24. april, understregede kardinal Pablo Virgilio David, at et konklave ikke er en politisk kampagne, men en religiøs retræte. Han pointerede, at det er Kardinalkollegiets pligt at udvise dømmekraft gennem bøn, personlige breve og endda forskning på en særlig hjemmeside med biografisk og anden information; det handler ikke om kandidater. Både de formelle og uformelle drøftelser forventes at være meget indholdsrige som forberedelse til – og i håbet om – et hurtigt konklave. De diskussioner, der foregår på kardinalernes eget initiativ pratiche, eller 'øvelser' de mest åbne og ærlige. I henhold til kanonisk ret er kongregationerne underlagt samme tavshedspligt som selve konklavet.
I forbindelse med konklavet i 2025 mødtes de generelle kongregationer dagligt efter Frans’ død og frem til selve konklavets begyndelse den 7. maj, undtagen den 26. og 27. april samt den 1. og 4. maj.

### Daglig opsummering
Den 22. april blev medlemmerne af pavelige husholdning bedt om at forlade deres værelser i Domus Sanctæ Marthae efter dødsfaldet af pave Frans i hans suite på anden sal, så forberedelserne til konklavet kunne begynde i bygningen. Samme dag blev den første af tolv generalforsamlinger afholdt. På den første forsamling lyttede de cirka 60 deltagende kardinaler til Kardinal Camerlengo Kevin Farrell læse testamentet fra pave Frans. Helgenkåringen af Carlo Acutis, som oprindeligt var planlagt til at finde sted i Rom den 27. april, blev suspenderet, og kardinalerne bekræftede datoen for pavelig begravelse. Dette møde behandlet også de logistiske forhold omkring begravelsen. De deltagende kardinaler afgav også ed om tavshed vedrørende deres møder. På trods af at generalforsamlingerne var lukkede for ikke-kardinaler, blev Søster Simona Brambilla, en religiøs søster og den første kvinde til at lede en Vatikan afdeling, ved en fejl sendt en standard e-mail med invitation til at deltage.
Den 23. april annoncerede Vatikanske Museer lukningen af det Sixtinske Kapel fra og med 28. april, på grund af konklavens behov. På den anden forsamling blev programmet for den novemdiales, den ni dages sørgeperiode for den afdøde pave, godkendt. Norberto Rivera Carrera udtalte, at diskussionerne primært var proceduremæssige, da mange kardinaler stadig var undervejs.
Den tredje forsamling den 24. april, hvor 113 kardinaler var til stede, så udnævnelsen af de to prædikanter til konklavet, Donato Ogliari og kardinal Raniero Cantalamessa. På den fjerde generalforsamling den 25. april lyttede de 149 kardinaler til en præsentation om begravelsesritualet for pave Frans. På dette tidspunkt var næsten 70 formelle taler blevet afholdt.

## Pavevalgsproces

### Tidsplan og procedurer
Ligesom ved konklavet i 2013 var både dekanen og vice-dekanen for Kardinalkollegiet, Giovanni Battista Re og Leonardo Sandri, over 80 år og dermed ikke stemmeberettigede. Den kardinalbiskop under 80 år, der havde størst anciennitet, Pietro Parolin, ledte derfor konklavet.
Ifølge Johannes Paul 2.’s apostoliske konstitution fra 1996, Universi Dominici gregis, ændret af Benedikt 16. i 2013 med Normas nonnullas, skal kardinalerne samles tidligst 15 dage efter at den apostoliske stol er blevet ledig. De kan dog vælge at starte tidligere, hvis alle stemmeberettigede er ankommet, eller udsætte det ved alvorlige grunde, men konklavet skal senest begynde 20 dage efter vakansen. Den 28. april besluttede kardinalernes femte generalkongregation, at konklavet skulle begynde 7. maj.

### Kardinalvælgere
Kardinaler, der var fyldt 80 år før den dag pavestolen blev ledig, var ikke stemmeberettigede. Den 21. april 2025 var der 252 kardinaler, hvoraf 135 var under 80 år; 108 (80%) af disse var udnævnt af pave Frans.
Efter bekendtgørelsen af Romano Pontifici eligendo (en) i 1975 og Universi Dominici gregis (en) i 1996 var det nominelle maksimum for stemmeberettigede kardinaler i mange år 120. Konklavet i 2025 blev det første konklave siden indførelsen af denne grænse, hvor der var flere end 120 stemmeberettigede ved pavestolens vakans. Enhver kardinal under 80, som ikke har frasagt sig eller fået frataget stemmeretten, har ifølge kanonisk ret ret til at stemme. Mange kanonister mener, at paven implicit ophæver grænsen ved at udnævne flere end 120, og at alle under 80 dermed har stemmeret. Dette blev bekræftet af kardinalernes generalkongregation den 30. april, som erklærede, at alle tilstedeværende kardinalvælgere kunne stemme. Kardinaler over 80 kunne deltage i generalkongregationerne forud for konklavet.
Selvom kardinalerne kunne vælge enhver katolsk mand, som er døbt, havde de siden konklavet i 1389 kun valgt en kardinal som pave.

#### Ikke-deltagende
Kardinal Giovanni Angelo Becciu, som tidligere havde indikeret, at han ville forsøge at deltage, erklærede den 29. april, at han ville respektere pave Frans’ ønske om, at han ikke deltager, da han havde frasagt sig sine rettigheder som kardinal i forbindelse med en økonomisk skandale.
Sundhedsproblemer forhindrede kardinalerne Antonio Cañizares Llovera og John Njue i at deltage i konklavet.
Alt i alt deltog dermed 133 kardinaler i konklavet og dermed pavevalget.

## Kandidater
| Graphic with the numbers of eligible cardinal electors from each region | Graphic with the numbers of eligible cardinal electors from each region |
| Område                                                                  | Antal                                                                   |
| ----------------------------------------------------------------------- | ----------------------------------------------------------------------- |
| Italien                                                                 | 17                                                                      |
| Øvrige Europa                                                           | 35                                                                      |
| Nordamerika                                                             | 20                                                                      |
| Sydamerika                                                              | 17                                                                      |
| Asien                                                                   | 23                                                                      |
| Oceanien                                                                | 4                                                                       |
| Afrika                                                                  | 17                                                                      |
| Total                                                                   | 133                                                                     |

Konklavet kan vælge enhver døbt katolsk mand til pave, men ifølge traditionen, der har været gældende siden det 14. århundrede, bliver kirkens overhoved normalt valgt blandt kardinalerne. Betegnelsen papabile bruges om de kardinaler, som kommentatorer anser for at have de største chancer for at blive valgt til pave. Ofte er det dog sket, at kardinaler uden for denne kreds er blevet valgt (bl.a. Johannes XXIII, Johannes Paul I og Johannes Paul II).
Flere internationale medier nævnte på forhånd forskellige kardinaler som mulige efterfølgere til Pave Frans.
Blandt de mest nævnte navne var:
- Kardinal Pietro Parolin – Italien
- Kardinal Luis Antonio Tagle – Filippinerne
- Kardinal Matteo Zuppi – Italien
- Kardinal Jean-Claude Hollerich (en) – Luxembourg
- Kardinal Peter Kodwo Appiah Turkson – Ghana
- Kardinal Robert Sarah – Guinea

## Konklave

### Dag 1
Den 7. maj indledtes konklavet, hvor en efterfølger til pave Frans skulle vælges. Dagen begyndte med, at kardinal Giovanni Battista Re, som er dekan for kardinalkollegiet, forestod messen pro eligendo Pontifice (tr. for valget af paven) i Peterskirken kl. 10.00 CEST. Alle medhjælpende ansatte, herunder sakristaner, læger, elevatorførere, sikkerhedschefen i Vatikanet samt konklavets embedsmænd og funktionærer, aflagde deres ed om tavshedspligt den 5. maj.

Klokken 16.30 begyndte konklavet officielt med en bøn i Pauluskapellet (en), hvorefter kardinalerne gik i procession til Det Sixtinske Kapel. Her blev salmen Veni Creator Spiritus (en) ("Kom, Skaberånd") sunget, og alle 133 stemmeberettigede kardinaler aflagde tavshedsed. Hver kardinal trådte i tur og orden frem, lagde hånden på Evangeliebogen og udtalte den latinske ed:
Et ego [fornavn] Cardinalis [efternavn] spondeo, voveo ac iuro. Sic me Deus adiuvet et haec Sancta Dei Evangelia, quae manu mea tango.(latin)

Og jeg, [fornavn] kardinal [efternavn], lover, forpligter og sværger. Så sandt hjælpe mig Gud og disse Guds hellige evangelier, som jeg rører ved med min hånd.}}(dansk)
Flere af kardinalerne benyttede de latinske former af deres navne under edsaflæggelsen. Derefter proklamerede Diego Ravelli, ceremonimester for pavelige liturgiske fejringer, ordene "extra omnes", som betyder, at alle ikke-valgberettigede skal forlade lokalet. Han lukkede døren til Det Sixtinske Kapel kl. 17.46. Efterfølgende holdt kardinal Raniero Cantalamessa en refleksion for de tilstedeværende kardinaler. Da konklavet var indledt om eftermiddagen, blev der kun afholdt én stemmerunde denne dag.
Den første afstemning blev afsluttet kl. 21.00 (19:00 UTC), hvor sort røg steg op fra skorstenen over Det Sixtinske Kapel, hvilket indikerede, at der endnu ikke var blevet valgt en ny pave. Vatikanets medier rapporterede, at op mod 45.000 mennesker havde været forsamlet på Peterspladsen.

### Dag 2

#### Formiddagssession
Den anden dag af konklavet begyndte med to afstemninger, som blev afsluttet cirka kl. 10:30 og 11:45 om formiddagen. Sort røg dukkede op kl. 11:51 , hvilket igen signalerede, at der ikke var valgt nogen pave. Røg udsendes ikke nødvendigvis efter hver afstemning, da stemmesedlerne fra to mislykkede stemmerunder typisk brændes samlet, og røg ses derfor kun ved afslutningen af hver session. Kardinalerne vendte derefter tilbage til Domus Sanctae Marthae for at spise frokost.
Ved afslutningen af formiddagssessionen var der omkring 15.000 mennesker samlet på Peterspladsen og yderligere 5.000 ved basilikaen Santa Maria Maggiore. Flere blev forventet i eftermiddagssessionen, eftersom en ny pave i to af de seneste konklaver blev valgt enten på den fjerde eller femte afstemning.

#### Eftermiddagssession
Efter frokostpausen vendte kardinalerne tilbage til Det Sixtinske Kapel for endnu en stemmerunde. Efter den fjerde afstemning dukkede hvid røg op kl. 18:07 , efterfulgt af klokkerne i Peterskirken, der ringede for at signalere, at en ny pave var blevet valgt. Kort efter den hvide røg, marcherede Schweizergarden og den italienske hærs musikkorps gennem Peterspladsen. Kardinal Dominique Mamberti, kardinalprotodiakon for kardinalkollegiet, offentliggjorde, at Robert Francis Prevost var blevet valgt til pave og dermed blev den første pave fra Nordamerika. Han valgte navnet Leo XIV. Kort derefter blev Vatikanets hjemmeside opdateret til at vise ordene "Habemus papam" ("vi har en pave").
Efter udsendelsen af den hvide røg strømmede 40.000 mennesker hurtigt til Peterspladsen; men ifølge italiensk politi, som var udstationeret på pladsen, nåede antallet op på 150.000 ved tidspunktet for annonceringen af "Habemus papam".

## Runder
| Stemme(r) | Dato        | Annoncering | Resultat(er) |
| --------- | ----------- | ----------- | ------------ |
| 1         | 7. maj 2025 | 09:00 p.m.  | sort røg     |
| 2–3       | 8. maj 2025 | 011:51 a.m. | sort røg     |

## Spekulation
Der opstod tidligt i februar og marts 2025 spekulationer om et nært forestående konklave, efter at Frans blev ramt af dobbeltsidig lungebetændelse og blev indlagt på intensivafdelingen på Gemelli-hospitalet (en)
På grund af pave Frans’ markante udvidelse af Kardinalkollegiet til i alt 252 medlemmer – hvoraf over 140 ikke er fra Europa – har både BBC og Time indikeret, at det er sandsynligt, at næste pave ikke vil være europæer. I konklavet i 2025 vil der være 135 stemmeberettigede kardinaler fra 71 lande. Til sammenligning var der 115 valgmænd fra 48 lande i 2013 og 115 fra 52 lande i 2005. En del af kardinalerne taler ikke italiensk, som er arbejdssproget i den romerske kurie.
I tråd med det italienske ordsprog "tyk pave, tynd pave", forudser nogle kommentatorer, at efterfølgeren til Frans vil være mere konservativ. Ifølge The Pillar er der under de tredje og fjerde generalforsamlinger blandt kardinalerne udtrykt et ønske om en "tiårs-pave" – altså en mand i slutningen af 70’erne, der kan give Kirken tid til at bearbejde Frans’ pontifikat, har erfaring fra Den romerske kurie og har et mere internt end eksternt fokus. The Wall Street Journal anser derimod en yngre pave for mere sandsynlig.
D. 5. maj, og på baggrund af det komplekse og mangfoldige sammenspil i dette konklave, sammenlignet med det, der i 2013 valgte pave Frans på to dage, har kardinal Rainer Woelki givet udtryk for, at konklavet i 2025 kan tage længere tid; kardinalerne Louis Sako og Gregorio Rosa Chávez forventer derimod et kort konklave på to til tre dage, hvor sidstnævnte udtalte: "maksimalt tre dage".

### Papabili
Ud fra en række forskellige vurderingskriterier bliver visse kardinaler betragtet som mere sandsynlige kandidater til pavestolen – de kaldes papabili, flertalsformen af det italienske ord papabile, som betyder 'egnet til at blive pave'. Ikke desto mindre har konklaver historisk set ikke altid valgt blandt de papabili. Før han blev valgt i oktober 1978, var Johannes Paul 2. eksempelvis ikke betragtet som en reel kandidat. Dette afspejles i ordsproget: "Den, der går ind i konklavet som pave, forlader det som kardinal," selv om det i praksis ofte er en favorit, der bliver valgt, som det skete i 1939 (Pius 12.), 1963 (Paul 6.) og 2005 (Benedikt 16.). Vatikanekspert professor Anna Rowlands understreger, at alle forudsigelser lige nu er "ren spekulation". Internationale medier udgav oversigter over papabili samme dag, Frans døde.
Blandt papabili nævnt i medierne er Jean-Marc Aveline, Fridolin Ambongo Besungu, Péter Erdő, Mario Grech, Pietro Parolin, Pierbattista Pizzaballa, Robert Francis Prevost, Robert Sarah, Luis Antonio Tagle, Peter Turkson og Matteo Zuppi. Den senere pave blev dog ikke betragtet som nogen oplagt favorit, men var snarere at finde blandt de mindre nævnte kandidater.

### Væddemål
Der har været væddemål på internettet om, hvem der bliver den næste pave – væddemål om pavevalg har en lang tradition. Allerede før konklavet blev annonceret, brugte forudsigelsesmarkeder markedsmekanismer til at rangere potentielle kandidater. Spillemarkedet afspejler en bred kulturel fascination af pavestolen.
Fantapave, italiensk for "Fantasy-pave", er en fantasiliga, oprettet i Italien for sjov væddemål med symbolske indsatser på pavevalg. Den blev stiftet af anti-spil-aktivisterne Pietro Pace og Mauro Vanetti til lejligheden ved konklavet i 2025, og den eneste præmie er "evig hæder". Per 5. maj 2025 havde spillet 75.000 deltagere i Italien, hvor det er forbudt for licenserede platforme at tilbyde væddemål på pavevalg.